# Rozbórz Okrągły
Rozbórz Okrągły ist eine Ortschaft mit einem Schulzenamt der Gemeinde Pruchnik im Powiat Jarosławski der Woiwodschaft Karpatenvorland in Polen.

## Geschichte

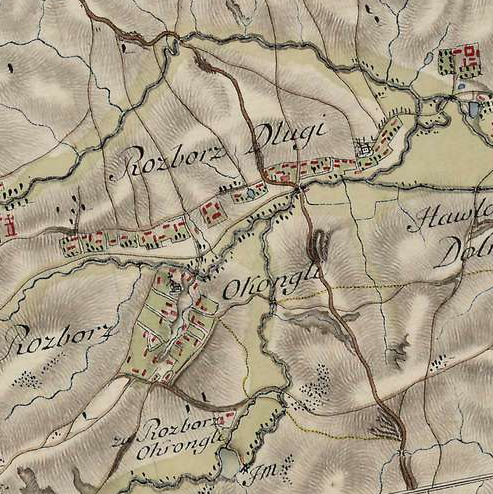
Rozbórz Długi und Okrągły auf der österreichischen Karte von Friedrich von Mieg (1779–1783)

Das Dorf ist einer von zwei Rundlingen im Zuflussgebiet des Flusses Mleczka, dadurch ist es eine der ältesten Siedlungen in der Umgebung von Pruchnik und sicherlich bestand sie schon in der Zeit des Fürstentums Galizien. 1352 bzw. 1356 wurde Sluneczkone de Rozbora urkundlich erwähnt. 1358 wurde Rozborz in einer Bestätigung des alten (vor 1323) Privilegs Königs Leo I. von Galizien (von einigen Forschern in Frage gestellt) benannt. Das Dorf lag inmitten eines Sumpfbodens, der die räumliche Entwicklung des Ortes beschränkte. Deswegen entstand im Norden das deutschrechtliche Straßendorf im 15. Jahrhundert mit dem Namen Wola Rozborska (1508: Rozborz cum [mit] Volya) als eine Kolonie des Altdorfs. Im 16. Jahrhundert wurden beide Dörfer namens Rozbórz mit den Adjektiven Antiqua (später stary, deutsch alt; mit der orthodoxen Kirche) und Nowy (neu) unterschieden, später Okrągły (ukrainisch okruhlyj, deutsch rund, kreisförmig – Rundling) und Długi (lang – Straßendorf). Später erhielt auch Rozbórz Długi eine eigene orthodoxe bzw. griechisch-katholische Kirche. Der Ortsname Rozbórz ist vom Personennamen *Rozbor (vergl. polnische Rozboj, Rozmysł und ukrainische Rozněg) mit dem Suffix *-jь abgeleitet.
Bei der Ersten Teilung Polens kam Rozbórz Okrągły 1772 zum neuen Königreich Galizien und Lodomerien des habsburgischen Kaiserreichs (ab 1804). Nach der Aufhebung der Patrimonialherrschaften bildete es eine Gemeinde im Bezirk Jaroslau. Im Jahr 1900 hatte die Gemeinde Rozbórz Okrągły 352 Hektar Fläche, 84 Häuser mit 518 Einwohnern, davon waren 395 polnischsprachig, 123 ruthenischsprachig, außer 204 Römisch-Katholiken gab es 306 Griechisch-Katholiken und 8 Juden.
1918, nach dem Ende des Ersten Weltkriegs, dem Zusammenbruch der k.u.k. Monarchie und dem Ende des Polnisch-Ukrainischen Kriegs, kam der Ort zu Polen.
Im Jahre 1921 hatte die Gemeinde 108 Häuser mit 608 Einwohnern, davon 321 deklarierten sich als Polen, 287 als Ruthenen (Ukrainer), es gab 302 Römisch-Katholiken, 293 Griechisch-Katholiken und 13 Israeliten.

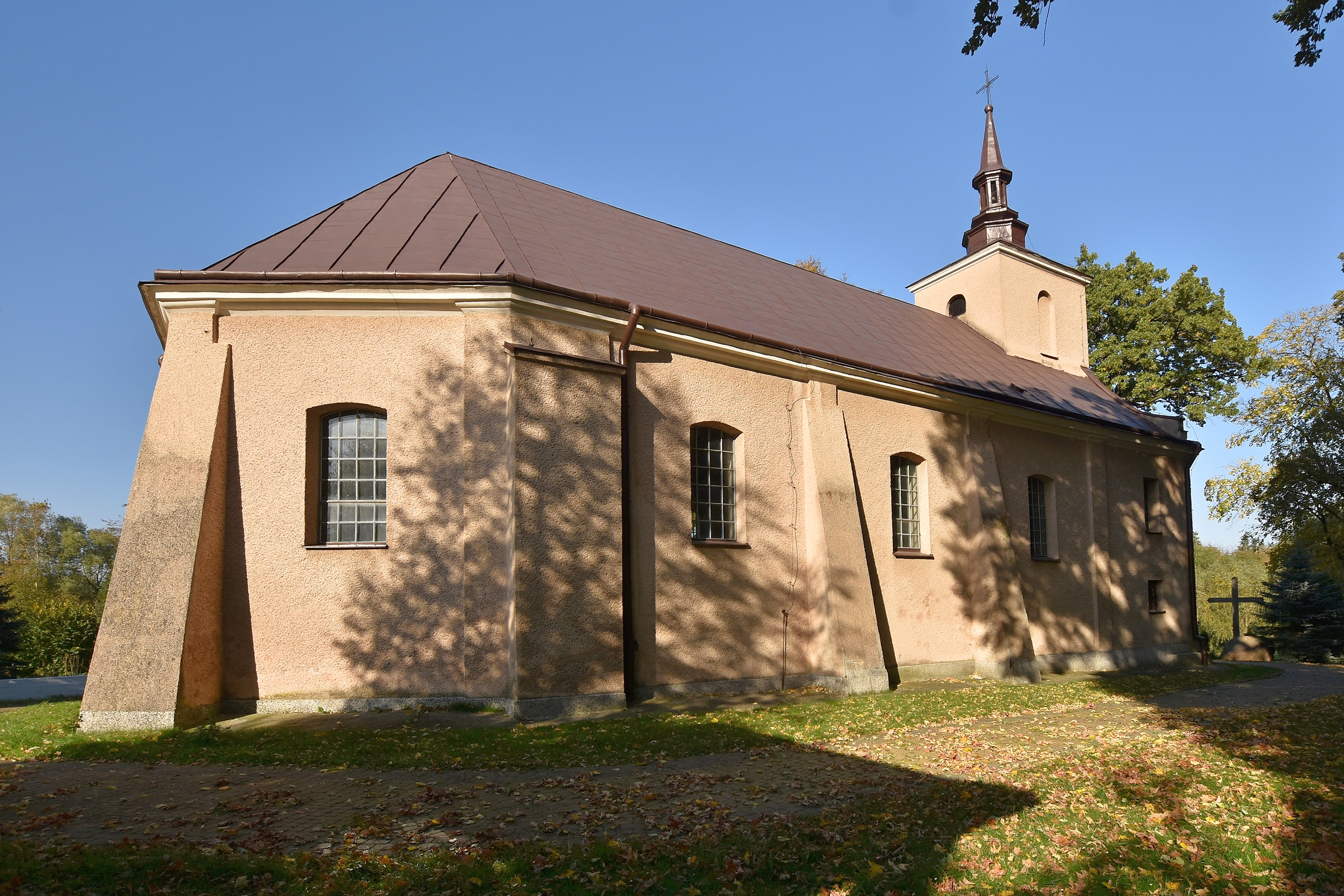
Ehemalige griechisch-katholische Kirche, jetzt römisch-katholisch

Von 1975 bis 1998 gehörte Rozbórz Okrągły zur Woiwodschaft Przemyśl.